# Vicariato apostólico de Sajonia
El vicariato apostólico de Sajonia o del Reino de Sajonia (en latín: Vicariatus apostolicus Saxoniae y en alemán: Apostolisches Vikariat Sachsen) fue una circunscripción eclesiástica de la Iglesia católica en Alemania. Se trataba de un vicariato apostólico latino, inmediatamente sujeto a la Santa Sede, suprimido el 21 de junio de 1921.

## Territorio y organización
El vicariato apostólico extendía su jurisdicción sobre los fieles católicos de rito latino residentes al momento de su supresión en 1921 en el antiguo Reino de Sajonia (excepto Alta Lusacia), el antiguo ducado de Sajonia-Altenburgo y los antiguos principados de Reuss-Greiz y Reuss-Gera.
La sede del vicariato apostólico se encontraba en la ciudad de Dresde, en donde la iglesia de la Santísima Trinidad era la iglesia principal y hoy es la catedral de la diócesis de Dresde-Meissen.
En 1907 en el vicariato apostólico existían 29 parroquias. 

## Historia
La presencia católica en la Sajonia luterana comenzó cuando el príncipe elector Federico Augusto I se convirtió al catolicismo en 1697, poco antes de convertirse en rey de Polonia. Para los católicos de la corte erigió una capilla en Dresde, que fue consagrada el Jueves Santo de 1708 por el jesuita Carlo Maurizio Vota, confesor personal del soberano y teólogo de la corte, a quien el papa Clemente XI nombró prefecto apostólico de las misiones de Sajonia. A partir de entonces, el título fue siempre prerrogativa de los confesores del rey y de los predicadores de la corte.
La presencia de una iglesia favoreció el aumento del número de católicos. Cuando Federico Augusto II sucedió a su padre como príncipe elector de Sajonia en 1733, Dresde ya contaba con 2000 católicos. El nuevo príncipe inició la construcción de una gran iglesia católica en la capital, la Heilig-Dreifaltigkeitskirche, que fue consagrada en 1751.
Las leyes de Sajonia, que prohibían las estructuras jurídicas eclesiásticas católicas, impidieron durante mucho tiempo el establecimiento de un vicariato apostólico en tierras que, al menos formalmente, pertenecían al vicariato apostólico de Alta y Baja Sajonia. Algunas fuentes datan la erección del vicariato apostólico en marzo de 1743 con el jesuita Ludwig Ligeritz, a quien sucedió en 1749 el padre Leo Rauch. Otras fuentes sitúan su nacimiento en cambio el 5 de octubre de 1763, cuando el papa Clemente XIII nombró al padre Augustin Eggs "vicario apostólico en los territorios de la Casa de Sajonia" (Apostolisches Vikariat in den Sächsischen Erblanden). A Eggs le sucedió su compañero fraile Franz Herz, quien en 1775 fue confirmado en su cargo de vicario apostólico incluso después de la supresión de la Compañía de Jesús.
Con el comienzo del siglo XIX el Reino de Sajonia perdió una parte importante de su territorio, pero, aunque reducido, el reino fue confirmado en el Congreso de Viena. Para los católicos, la situación jurídica se volvió favorable con el reconocimiento de la libertad de culto, tras el Tratado de Poznan (1806). Esto permitió a la Santa Sede nombrar al vicario apostólico, Johann Aloys Schneider, obispo titular de Argos (1816). Todos los vicarios apostólicos posteriores tendrán la dignidad episcopal.
De 1831 a 1841 el vicario apostólico Ignaz Bernhard Mauermann fue también administrador de la prefectura apostólica de Lusacia. La administración fue luego reanudada bajo el vicario apostólico Joseph Dittrich y continuó hasta la supresión de ambas sedes en 1921. Esto permitió que hubiera un único jefe de la comunidad católica sajona y apoyó el trabajo pastoral. Además, la unión con el cargo de decano de la colegiata de Bautzen confirió al vicario apostólico un papel reconocido por la constitución sajona de 1831, como miembro por derecho de la cámara alta del parlamento.
En 1898 se publicó en Dresde el catecismo católico oficial (Katholischer Katechismus fur das Apostolische Vikariat im Königreich Sachsen), que se utilizó en ambos distritos eclesiásticos.
En la segunda mitad del siglo XIX el vicariato apostólico se amplió extendiendo su jurisdicción a los católicos del principado de Reuss-Greiz (1874), del ducado de Sajonia-Altemburgo (1877) y del principado de Reuss-Gera (1889).
El 24 de junio de 1921, mediante la bula Sollicitudo omnium ecclesiarum del papa Benedicto XV, fueron suprimidos el vicariato apostólico de Sajonia y la prefectura apostólica de Lusacia, y en su territorio fue restaurada la diócesis de Meissen, con sede en Bautzen, y quedó inmediatamente sujeta a la Santa Sede.

## Estadísticas
En 1907 había un total de aproximadamente 165 000 fieles católicos y 64 sacerdotes. En 1917, unos años antes de la supresión, había 263 000 católicos en Sajonia, casi 6000 en Altenburgo y aproximadamente 2800 en los principados de Reuss.

## Episcopologio

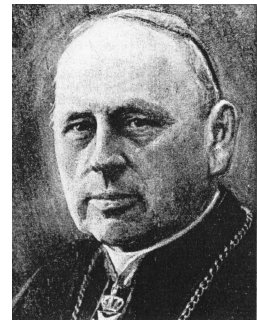
El último vicario apostólico de Sajonia, Franz Löbmann, 1915-1920

- Ludwig Ligeritz, S.J. † (marzo de 1743-1749 renunció)
- Leo Rauch, S.J. † (1749-1763 renunció)
- Augustin Eggs, S.J. † (1763-1764 renunció)
- Franz Herz, S.J. † (25 de enero de 1769-8 de diciembre de 1800 falleció)[12][18]
- Johann Aloys Schneider † (29 de enero de 1801-22 de diciembre de 1818 falleció)
- Ignaz Bernhard Mauermann † (31 de enero de 1819-14 de septiembre de 1841 falleció)
- Franz Laurenz Mauermann, O.Cist. † (26 de noviembre de 1841-25 de octubre de 1845 falleció)
- Joseph Dittrich † (20 de abril de 1846-5 de octubre de 1853 falleció)
- Ludwig Forwerk † (11 de julio de 1854-8 de enero de 1875 falleció)
- Franz Bernert † (28 de enero de 1876-18 de marzo de 1890 falleció)
- Ludwig Wahl † (11 de julio de 1890-1900 renunció)
- Georg Wuschanski † (13 de febrero de 1904-28 de diciembre de 1905 falleció)
- Ludwig Philipp Schaefer † (4 de abril de 1906-5 de septiembre de 1914 falleció)
- Franz Löbmann † (30 de enero de 1915-4 de diciembre de 1920 falleció)